# ウィリアム・ホガース
ウィリアム・ホガース（英語: William Hogarth FRSA [ˈhoʊɡɑːrθ], 1697年11月10日 - 1764年10月26日）は、ロココ時代のイギリスの画家。
イギリスは、絵画史の面では長らく不毛の土地であり、ルネサンス期、バロック期を通じてハンス・ホルバイン、アンソニー・ヴァン・ダイクといった外国出身の画家を除いて、見るべき画家はいなかった。イギリス人画家による、イギリス独自の様式をもった絵画が生まれるのはようやく18世紀、ヨーロッパ大陸ではロココ美術が全盛の時であった。ホガースは、そうした18世紀のイギリス画壇を代表する国民的画家である。

## 生涯
教師リチャード・ホガース（Richard Hogarth）の息子として、1697年11月10日にロンドンで生まれ、11月28日に洗礼を受けた。妹に1699年11月23日生まれのメアリーと1701年10月生まれのアン（Ann）がいる。父リチャードは1718年に死去、同年5月11日に埋葬された。最初は銀細工師の弟子として働いたが、父の死去前後に版画家になった。その後、当時の世相を痛烈に風刺した連作絵画で知られるようになる。なかでも欲得ずくの政略結婚とその不幸な結末を描いた『当世風結婚』シリーズが著名である。このほか『娼婦一代』、『放蕩息子一代』などの版画連作が庶民に人気を博し、風刺画の父とも呼ばれた。他にも『残酷の4段階』などの作品がある。ゲオルク・クリストフ・リヒテンベルクは、1794年から1799年までに出版された『ホガース銅版画詳解』（Ausführlische Erklärung der Hogarthischen Kupferstiche）においてホガース作品の注釈を行っている。
生涯を通して、パグを愛していた。愛犬のトランプは、自身の作品（自画像）にも登場するほどである。人々は、ホガースをパグになぞらえて、いつしかホガースのことを「パグ画家」と呼ぶようになった。家庭では、子どもに恵まれなかった。そのためか、ホガース夫妻は、そろって犬をかわいがった。ホガース夫人は、スパニエルが好きで、なかでもポンペイという名の犬がよく知られている。トランプが亡くなると、ホガースは、再びパグを手に入れ、クラブズと名づけた。
1725年から1728年頃にイングランド首位グランドロッジに加入してフリーメイソンになったが、その後も多くのロッジに加入したという。
宮廷画家、サー・ジェームズ・ソーンヒルの娘ジェーンと駆け落ちして、1729年3月23日に結婚したが、2人は後にソーンヒルと和解した。1764年にホガースが死去すると、遺言状に基づき妻ジェーンが遺産を相続した。ジェーンはホガースの版画を売却することで生活費を賄ったが、やがて売上が落ちると王立芸術院からの40ポンドの年金に頼った。ジェーンは1789年11月13日に80歳で死去、夫の隣に埋葬された。

## ギャラリー

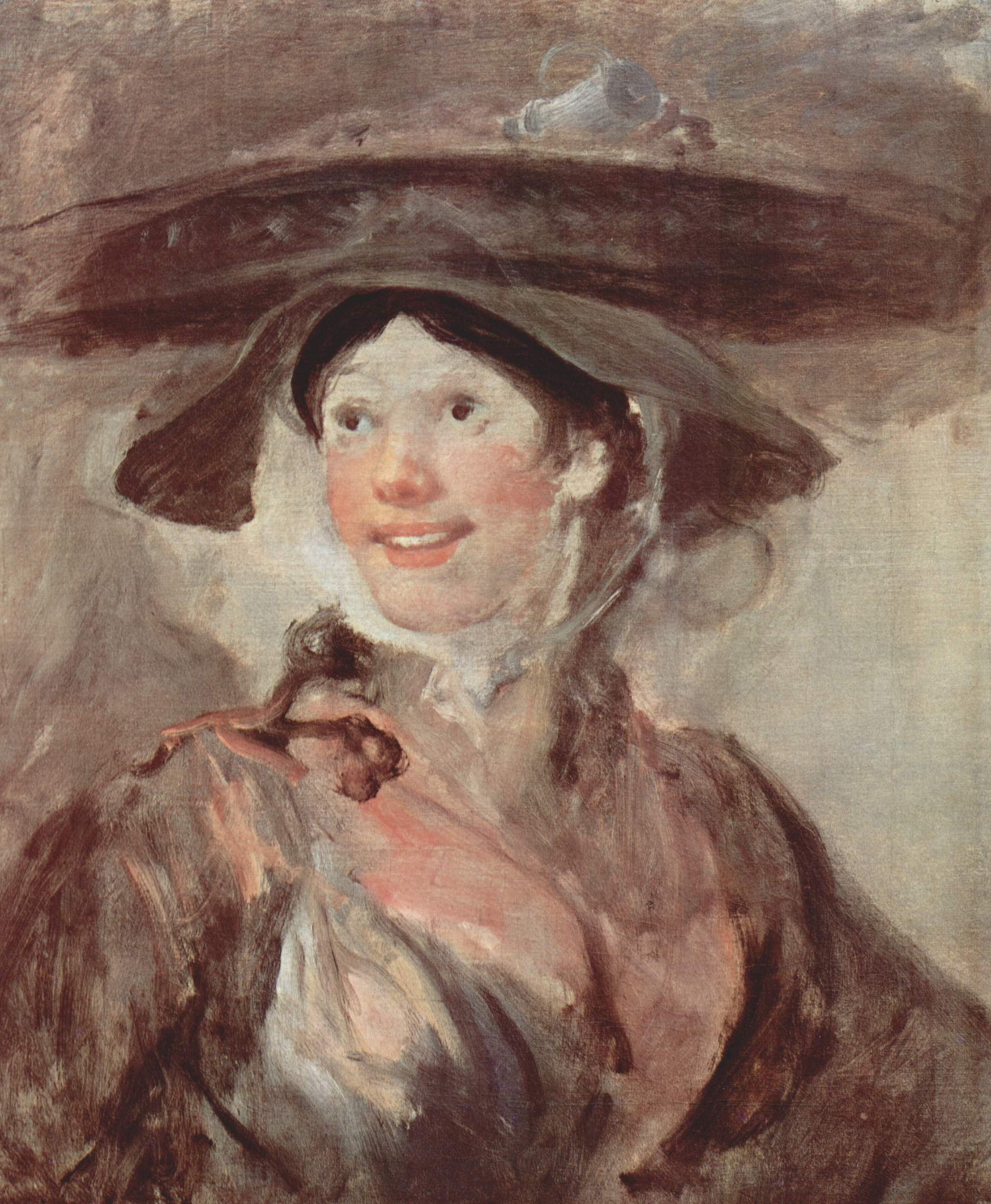
『エビ売りの少女』　1740頃　ナショナル・ギャラリー（ロンドン）蔵
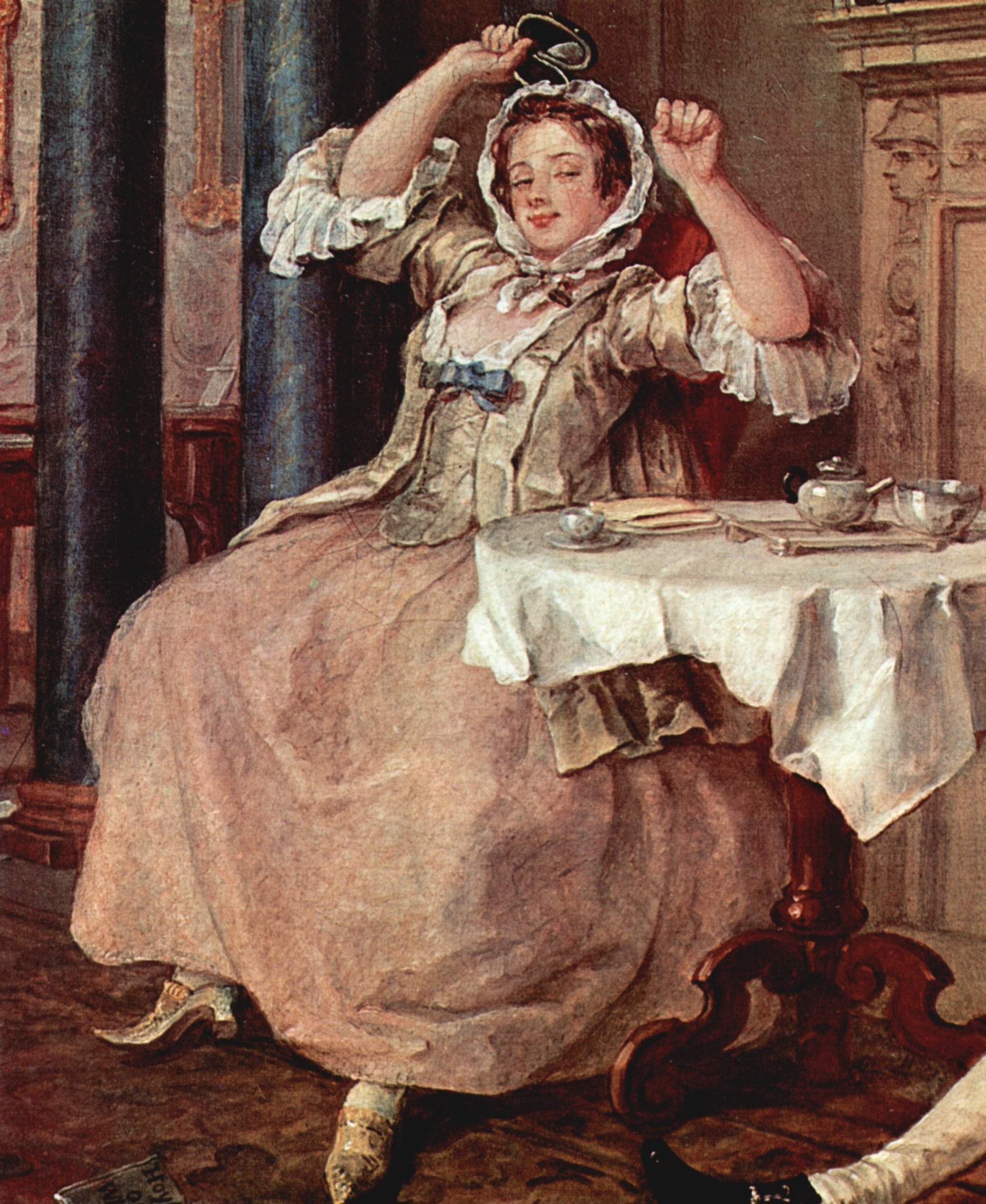
『当世風の結婚　第二場』（部分）1743頃　ナショナル・ギャラリー（ロンドン）蔵
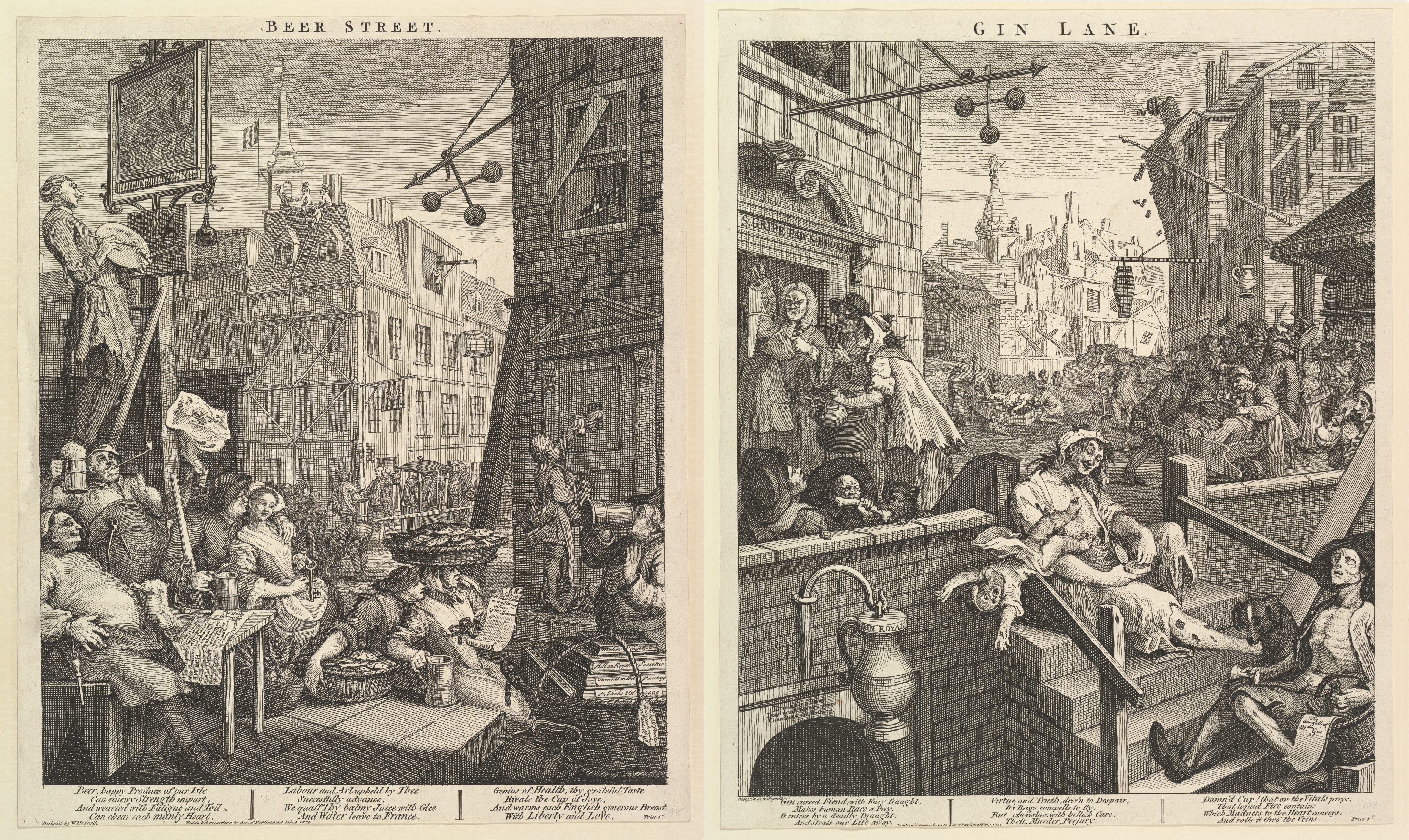
『ビール通りとジン横丁（英語版）』（1751年） 繁栄を謳歌するビール通りと退廃的で貧苦に喘ぐジン横丁が対照的に描かれている
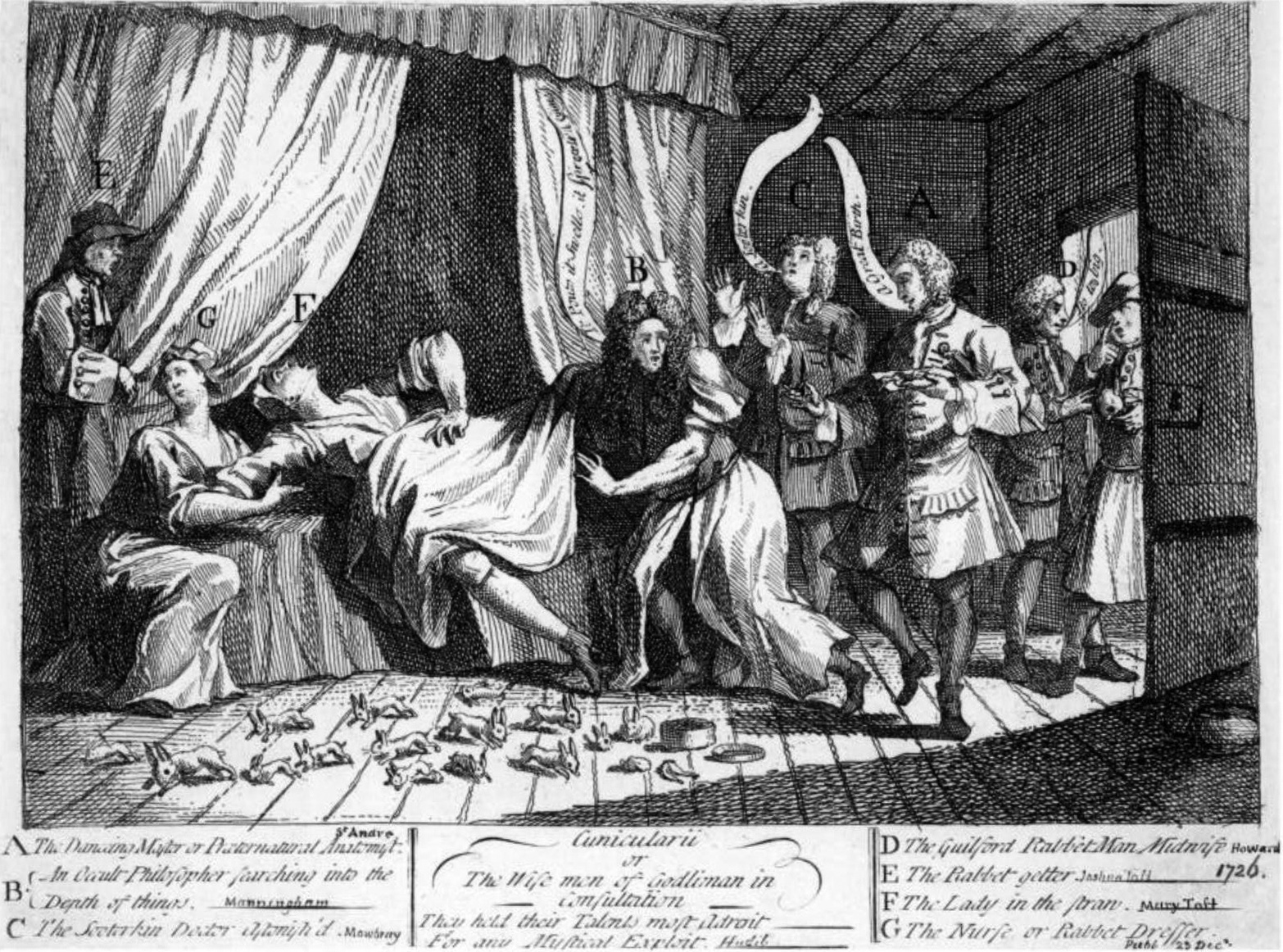
『Cunicularii, or The Wise Men of Godliman in Consultation（ウサギのようなもの、すなわち診察中のゴダルミングの賢人たち）』ウサギを出産したと吹聴し世間に騒動を起こしたメアリー・トフトを風刺した作品(1726年)